# 溫納貝戈鎮區 (伊利諾伊州溫納貝戈縣)
溫納貝戈鎮區（英語：Winnebago Township）是位於美國伊利諾伊州溫納貝戈縣的一個行政鎮區。

## 地方資料
根據2010年美國人口普查的數據，溫納貝戈鎮區的面積為85.60平方千米，當中陸地面積為85.60平方千米，而水域面積為0.20平方千米。當地共有人口5131人，而人口密度為每平方千米59.94人。